# 紡織工站 (大環線)
紡織工站（羅馬化：Tekstilshchiki）是莫斯科地鐵大環線的一個車站，2023年啟用。